# Cosa (fiume)
Il Cosa (talvolta ma erroneamente denominato Acquosa perché abbondante di acque) è un piccolo fiume del Lazio, affluente del Sacco.

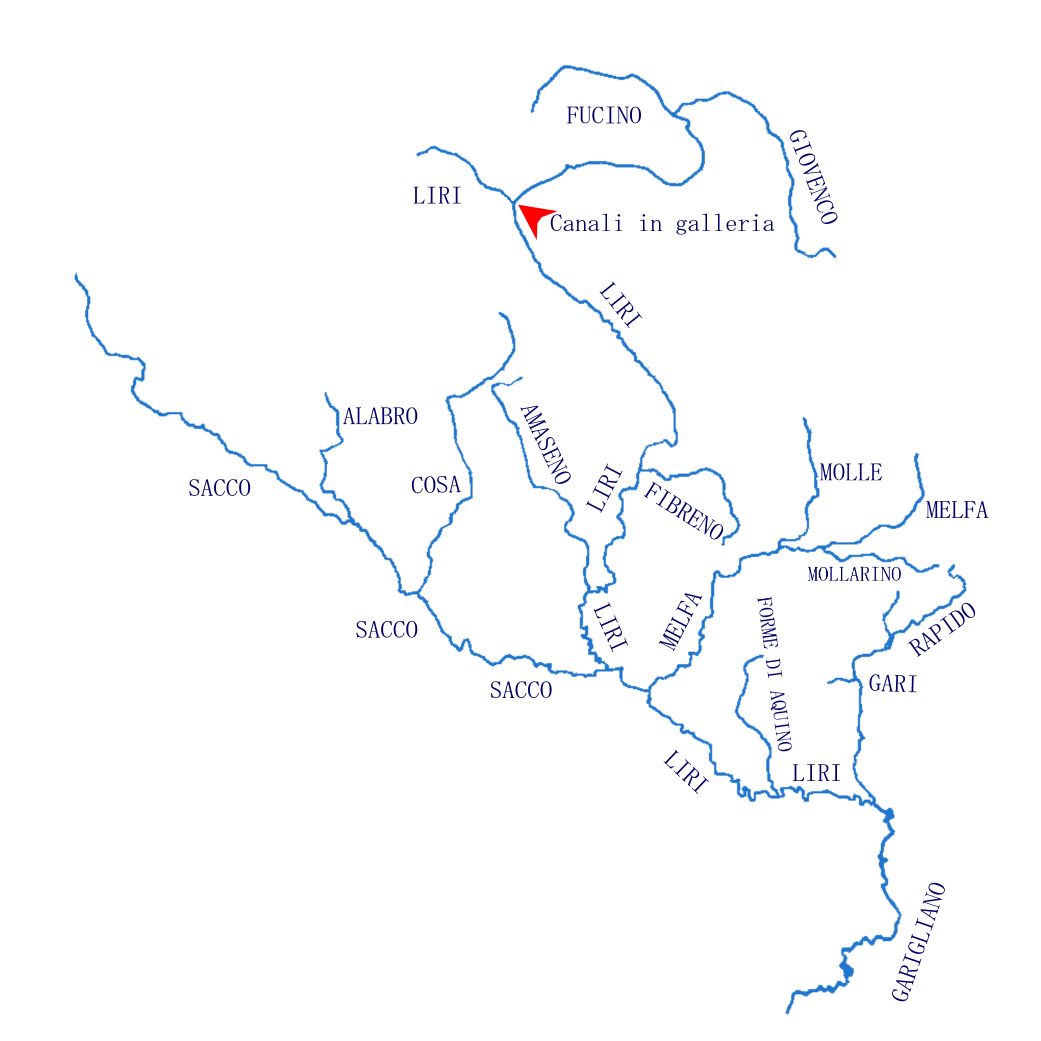
Schema del bacino idrografico Liri-Garigliano

Nasce dal monte La Monna dei Monti Ernici (da due sorgenti: Capo Cosa, 1185 m, Caporelle, 934 m entrambe nel territorio di Guarcino) e per larga parte scorre nel territorio di Alatri e di Frosinone, attraversandole interamente; termina il suo corso come affluente di destra del fiume Sacco in territorio di Ceccano.
In territorio alatrense il fiume Cosa riceve da destra le acque del torrente Le Pentime (che attraversa le frazioni di Collelavena e di Porpuro) nei pressi della cabina Enel che si trova sulla strada per la vicina Collepardo 300 m prima del bivio per la frazione di Carano; poi si unisce con il fiume Fiume dopo il depuratore ubicato 500 m prima della chiesa de La Fiura provenendo da Carano.
Il bacino del Cosa è compreso nei seguenti termini:
- a nord-ovest, dagli Altipiani di Arcinazzo al Vermicano, gli Ernici che fanno da spartiacque con il bacino dell'alto Aniene;
- a nord e a nord-est, dal Vermicano al monte Ginepro, e da Monte Ginepro a monte Passeggio gli Ernici che fanno da spartiacque con il bacino dell'alto Liri;
- a est e sud est, i monti Maggiori che fanno da spartiacque con la valle dell'Amaseno;
- a sud, la media valle del Sacco, attraverso la piana di Osteria di Alatri;
- a ovest, una serie di piccoli rilievi che fanno da spartiacque con il bacino del medio Sacco.